# Гэтабако
Гэтабако (яп. 下駄箱) — японский шкаф для обуви, обычно расположенный в гэнкан, на лестничной площадке или в подъезде дома. Поскольку в Японии принято снимать обувь, входя в дом, то рядом с гэтабако стоит стеллаж с тапочками. Большинство людей в Японии ходят в тапочках по всему дому, за исключением комнат с татами. Обычно гэтабако делают из дерева и бамбука.

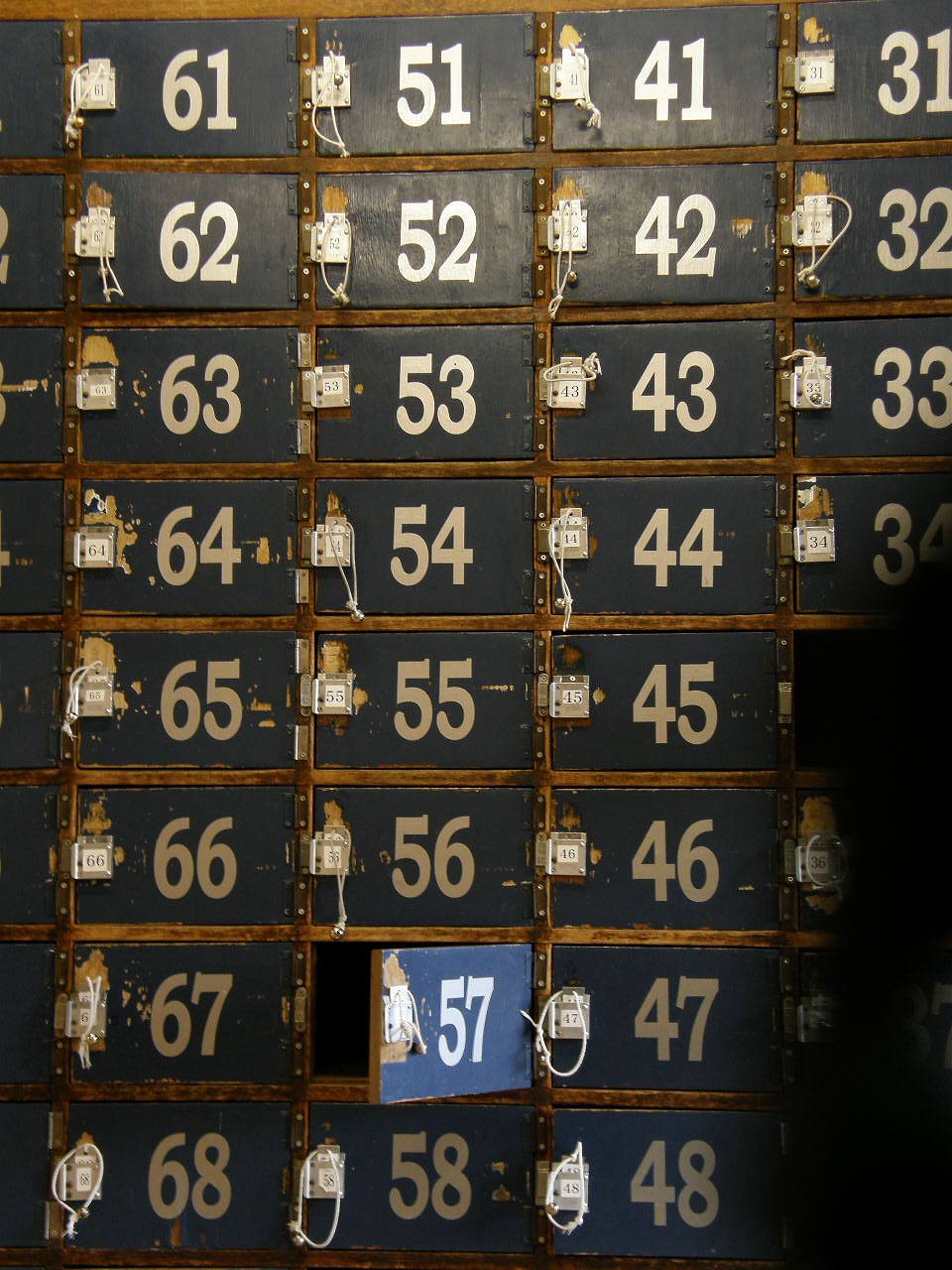
Гэтабако в общественной бане в Кобэ, Япония.

Многие семьи имеют несколько видов гэтабако для разной обуви.
Название 下駄箱 получено от 下駄 (гэта) + 箱 (hako, коробка, ящик). Традиционно в гэтабако хранилась обувь гэта, однако в настоящее время немногие японцы носят гэта (за исключением специальных случаев или с кимоно), и ящики используются для различных видов обуви. Тем не менее название у шкафчика осталось то же.
Изредка гэтабако, расположенные в публичных местах, например, в школах, могут использоваться для передачи записок ученикам, либо для хранения некоторых личных вещей,  т. к. за каждым учащимся закрепляется персональный отсек.